# Jens Kirkegaard
Jens Kirkegaard, född 1 juni 1889, död 20 april 1966, var en dansk gymnast.
Kirkegaard tävlade för Danmark vid olympiska sommarspelen 1912 i Stockholm, där han var med och tog silver i lagtävlingen i svenskt system. 